# Ibis (oiseau)
Threskionithinae
Pour les articles homonymes, voir Ibis.
Sous-famille
Les ibis sont des oiseaux échassiers à long cou et au bec recourbé, constituant la famille des Threskiornithidae.

## Distribution
Plusieurs espèces sont originaires d'Afrique (Ibis chauve, Ibis hagedash, Ibis sacré) et d'Amérique (Ibis blanc, Ibis rouge), une d'Asie (Ibis nippon).
On peut rencontrer en Europe l'ibis chauve qui est en cours de réintroduction ainsi que l'Ibis falcinelle, que l'on rencontre aussi en Afrique, bien que des ibis sacrés, échappés de réserves ornithologiques, se soient acclimatés dans l'ouest de la France (du Morbihan à la Charente-Maritime).

## Liste desgenres
- Threskiornis Gray, GR, 1842 (6 espèces) ;
- Pseudibis Hodgson, 1844 (3 espèces) ;
- Geronticus Wagler, 1832 (2 espèces) ;
- Nipponia Reichenbach, 1853 (1 espèce) ;
- Bostrychia Gray, GR, 1847 (5 espèces) ;
- Theristicus Wagler, 1832 (4 espèces) ;
- Cercibis Wagler, 1832 (1 espèce) ;
- Mesembrinibis Peters, JL, 1930 (1 espèce) ;
- Phimosus Wagler, 1832 (1 espèce) ;
- Eudocimus Wagler, 1832 (2 espèces) ;
- Plegadis Kaup, 1829 (3 espèces) ;
- Lophotibis Reichenbach, 1853 (1 espèce).

Certaines classifications incluent aussi Platalea, alors que d'autres classent ce genre dans une sous-famille distincte, des Plataleinae.